# Rebellion Racing
Rebellion Racing — швейцарская автогоночная команда, основанная в 2007 году на базе швейцарского продавца спортивных автомобилей Speedy Garage расположенного в городе Лозанна. Первое выступление команды проходит под названием Speedy Racing Team, в Серия Ле-Ман. За основу выступлений взят автомобиль Spyker C8 Spyder в классе GT2. При этом команда заручилась поддержкой производителя Spyker и основным представителем марки в мире автоспорта Spyker Squadron. В первый же год выступлении команда занимает 5 место в общем зачёте среди 19 команд опережая даже основных представителей Spyker Squadron.

## История

### 2008 год
В 2008 год команда шагнула с новыми предложениями и слияниями, подписывается договор о совместном выступлении в классе прототипов LMP2 с командой Sebah Recing, единая команда выступает под названием Team Sebah. За основу берётся прототип Lola 80\80 Coupe с двигателем Judd V8 3,4. Особенностью прототипа в классе LMP2 становится его полное закрытое место пилота. Результат себя не заставил ждать, уже в первой гонке 1000 км Circuito de Catalunya, Barcelona (Spain) прототип команды занял 2 место, но как обычно это бывает успешно начатый в начале сезон это не означает общий успех. Команда всё время сталкивается с проблемами электроники на прототипе, что не позволяет иногда даже закончить гонку.
В то же время под старым названием Speedy Recing Team в классе GT2 выставлен в гонку новый Spyker C8 Laviolette.

### 2009 год
Команда сделала новый шаг к переменам в гонках на выносливость. Выставляется первый прототип в классе LMP1 Lola B80/60 - Aston Martin DBR-1 с двигателем Aston Martin V12. За руль прототипа под № 008 сели Андреа Беллики Николя Прост Нил Яни. Нил Яни в то же время являлся основным пилотом команды Швейцарии в чемпионате A1. Надо заметить, что команда на прототипе Lola 80/80 Coupe выставлена и в классе LMP2, только с обновлениями в механики и аэродинамики. В бой прототип повели пилоты Джонни Кане Бенджамин Леуенберджер Ксавьер Помпидоу. И повели весьма удачно в своём классе LMP2, Победа на 1000 км Сильверстоуна, 2 место 24 часа Ле-Мана, 2 место 1000 км Спа, что вывело команду с прототип № 33 в общем зачёте на 2 место в Серия Ле Ман.

### 2010 год
В 2010 году команда меняет полностью подход к гонкам на выносливость, ставя перед самой задачи стать первой частной командой, которая выиграет в классе LMP1. Меняется название команды на Rebellion Racing, в чемпионат выставлено два прототипа Lola B10/60 с двигателем Toyota.

### 2011 год
Прототип команды на 2011 год.
11-12 марта 2011 года команда на официальных тестах Серия Ле-Ман на треке Поль Рикар, расположенном в Ле-Кастелле, показала лучший результат в своём классе LMP-1.